# Savignia harmsi
Savignia harmsi là một loài nhện trong họ Linyphiidae.
Loài này thuộc chi Savignia. Savignia harmsi được Jörg Wunderlich miêu tả năm 1980.